# Амелі
«Амелі́», в оригіналі «Казкова доля Амелі Пулен» (фр. Le Fabuleux Destin d’Amélie Poulain) — романтична кінокомедія 2001 року французького кінорежисера Жана-П'єра Жене з Одрі Тоту у головній ролі. Фільм вирізнявся новітнім для свого часу творчим використанням комп'ютерної графіки та цифрової обробки зображення і змальовував дещо ідеалізовану картину паризького життя на Монмартрі. Стрічка завоювала премії «Сезар», «BAFTA», її номінували на «Оскар».
На 1 березня 2024 року фільм займав 109-ту позицію у списку 250 найкращих фільмів за версією IMDb.

## Сюжет
Дитячі роки Амелі проходять у вигаданому світі і самотності. Її відлюдкуватий батько діагностував у неї ваду серця (він приділяв їй замало часу, тому під час проведення щомісячних медичних обстежень Амелі дуже хвилювалася), і дівчині довелося навчатись вдома, втративши можливість знайти друзів. Мати Амелі трагічно загинула, коли на неї з верхівки собору Нотр-Дама звалилася туристка-самогубця з Канади. Батько у садку сім'ї Пулен спорудив мініатюрний мавзолей для праху загиблої, де панував іграшковий, казковий світ.
Подорослішавши, Амелі покидає батьківський дім, працює у кафе «Два вітряки» на Монмартрі, а її секс з чоловіками «виявляється непереконливим».
Амелі досить винахідлива і вміє знаходити задоволення в маленьких повсякденних радощах: опускати руку в мішок з квасолею, надламувати чайною ложечкою скоринку крем-брюле, пускати «млинці» каналом Сен-Мартен.
Але ввечері 30 серпня її розмірене життя змінюється: випадково Амелі знаходить у своїй кімнаті схованку з олов'яним солдатиком, скляними кульками та іншими дитячими скарбами, які належали невідомому хлопчику, що був колись у її квартирі, а тепер п'ятдесятирічний. Амелі вирішує передати знахідку власникові, і якщо вдалий задум збудить у ній які-небудь почуття, то вона займеться турботою про щастя інших людей; якщо ж ні — тим гірше… У нашому світі така мета життя здасться дивною… Але не у світі Амелі.
Амелі знаходить власника схованки, заворожено чекає його реакції. Сидячи за стійкою бару в кафе, вона чує його слова, що він щасливий отримати таку звісточку з дитинства. Вирішено! Відтепер Амелі буде втручатися в життя інших людей. Вона допомагає працівниці і відвідувачу «Двох Млинів» знайти взаємне кохання, повертає душевний спокій сусідці, підробивши лист від її покійного чоловіка. Також влаштовує таємну навколосвітню «подорож» для батька, який мріяв подорожувати, але не робив цього: Амелі просить знайому стюардесу фотографувати гнома в різних містах на тлі визначних пам'яток і відсилає фотографії батькові.
Зав'язка починається, коли, спізнившись на потяг, Амелі залишається ночувати у метро, а вранці помічає хлопця, що вигрібає сміття під однією з фотокабінок. Побачивши її, чоловік полохається, а потім біжить за кимось. Дорогою він губить альбом, який Амелі підбирає. В альбомі вклеєні розірвані фотографії однієї й тієї ж людини. У нього ніби мертве обличчя… Без емоцій… Неживий… Цими думками Амелі ділиться зі Скляною Людиною, одним із мешканців її будинку. Разом вони вирішують розгадати таємницю: що за людину зображено на дивних фотографіях?
Як виявилося, Ніно, хлопця, що загубив альбом з фотографіями, хвилює те ж питання. Амелі вдається розгадати таємницю, і вона підкидає Ніно підказки-загадки: свою фотографію в масці Зорро, стрілки на асфальті, шаради. У результаті вони приводять його просто до тієї таємничої неживої людини, яку зображено на фотографіях. А він виявляється звичайним майстром, що лагодить фотокабіни, а ці фото — пробні знімки, перевірка.
Ніно та Амелі нарешті зустрічаються, знаючи, хто з них хто. І виявляється, що вони створені одне для одного. Таким чином, допомагаючи іншим, Амелі допомогла і самій собі.

## Акторський склад
- Одрі Тоту — Амелі Пулен
- Матьє Кассовіц — Ніно Кенкампуа
- Руфус — Рафаель Пулен, батько Амелі
- Лорелла Кравотта — Амандіна Пулен
- Серж Мерлін — Раймонд Дюфаєль
- Жамель Деббуз — Люсьєн
- Клотільда Моллет — Джіна
- Клер Мор'е — Сюзанна
- Ізабель Нанті — Жоржетта
- Домінік Пінон — Йозеф
- Артюс де Пенгер — Іполіто
- Іоланда Моро — Мадлен Валяс
- Урбен Кансельє — Коліньйон
- Моріс Бенішу — Домінік Бретодо
- Мішель Робен — батько Коліньйона
- Андре Даман — мама Коліньйона
- Клод Перрон — Єва
- Армель — Філомена
- Тіккі Ольгадо — людина на фотографії
- Кевін Фернандес — син Домініка Бретодо
- Флора Гуіт — Амелі Пулен у дитинстві
- Аморі Бабо — Ніно Куінкампуа у дитинстві
- Андре Дюссольє — оповідач
- Юджин Бертьє — Юджин Колер
- Меріон Прессбургер — Маленькі руки в титрах
- Чарльз-Роджер Бо — Людина біля пісуара
- Люк Палюн — Бакалійник Амандин
- Фабьян Чода — Жінка в комі
- Жак Віала — Клієнт, який принижує свого друга
- Фабіан Бехар — ображений клієнт
- Джонатан Джосс — Принижений клієнтами син
- Жан-Пьєрр Бекер — волоцюга
- Жан Дарьє — сліпий
- Тьєррі Жибо — Клієнт з салатом
- Франсуа Берковічі — Його товариш
- Франк Моньєр — Домінік Бретодо у дитинстві
- Гійом Віри — Le S.D.F.
- Валері Заррук — дружина Домініка Бретодо
- Марі-Лаура Дескуро — Консьєржка мерця
- Софі Телльє — Тітка Жозетт
- Джеральд Вейнгенд — вчитель
- Франсуа Віюр — працівник бістро
- Поль Даре — його співробітник
- Марк Аміот — Невідомий з фотокабін
- Міріам Лаббе — Клієнт тютюну
- Френкі Пейн — Продавець газет
- Філіпп Пеймбланк — контролер у потязі
- Меді Мелрукс — дівчина-близнюк
- Монетт Мелрукс — дівчина-близнюк
- Робер Жендре — клієнт у кафе
- Валерян де Віленю — жінка, яка сміється
- Ісіс Пєйрейд — Саманта
- Раймонда Едлін — Касир поїзда привида
- Кристіан Бопп — Жінка на арені
- Тьєрі Арфейер — людина-статуя
- Жеррі Лукас — Хлопчик Святого Серця
- Патрік Пару — Le souffleur de rue
- Франсуа Обіно — поштар консьєржки
- Філіпп Ботьє — поштар Пулена
- Режи Яконо — Félix L'Herbier
- Франк-Олівьє Бонне — Відео з палацу, озвучення
- Алейн Флорет — Чоловік консьєржки, озвучення
- Жан-Поль Бріссар — Жак Ґроєн, озвучення
- Фредерік Міттеран — грає самого себе, озвучення
- Мануш — жінка-німфоманка
- Дін Бейкан — у титрах не зазначений
- Джоан Беннетт — Еллі Бенкс, у титрах не зазначена, хроніка
- Клеман Шеблі — у титрах не зазначений
- Руді Галіндо — грає самого себе, хроніка, у титрах не зазначений
- Валері Лабро — у титрах не зазначений

- Жан-Мішель Ларке — грає самого себе, озвучення, хроніка, у титрах не зазначений
- Федеріко Мартін Баамонтес — грає самого себе, хроніка, у титрах не зазначений
- Тьєррі Роланд — грає самого себе, озвучення, хроніка, у титрах не зазначена
- Сестра Розетта Терп — грає самого себе, хроніка, у титрах не зазначений
- Жак Тебо — Голос за кадром, озвучення, у титрах не зазначений
- Спенсер Трейсі — Стенлі Т. Бенкс, у титрах не зазначений, хроніка

## Нагороди і номінації

### Нагороди (51 нагорода)
- Переможець премії гільдії художників-постановників за найкращий сучасний фільм (Аліне Бонетто, художник і Фолькер Шефер, артдиректор).
- Переможець премії британської академії телебачення і кіномистецтва за найкращий оригінальний сценарій (Гійом Лоран і Жан-П'єр Жене, 2002 рік).
- Переможець премії британської академії телебачення і кіномистецтва за найкращу роботу художника-постановника (Аліне Бонетто, 2002 рік).
- Переможець премії гільдії художників-постановників за найкращий сучасний фільм (Аліне Бонетто, художник і Фолькер Шефер, артдиректор, 2002 рік).
- Переможець премії Bogey Awards (2001 рік).
- Переможець премії Аманда у номінації «Найкращий іноземний фільм», 2002 рік.
- Переможець Премії «Люм'єра» у номінації «Найкращий фільм», 2002 рік.

### Номінації (51 номінація)
- Номінований на Оскар за найкращий сценарій (Гійом Лоран і Жан-П'єр Жене, 2002 рік).
- Номінований на Оскар за найкращу операторську роботу (Бруно Дельбоннель, 2002 рік).
- Номінований на Оскар за найкращу роботу художника-постановника (Аліне Бонетто і Марі-Лаур Валла, 2002 рік).
- Номінований на Оскар за найкращий звук (Венсан Арнарді, Гуіллаум Леріч і Жан Уманський, 2002 рік).
- Номінований на Оскар за найкращий фільм іноземною мовою (Франція, 2002 рік).
- Номінований на премію американських кіномонтажерів за найкращий монтаж у комедії (музичному фільмі) (Ерве Шнайд, 2002 рік).
- Номінований на премію американських кіносценаристів (Гійом Лоран і Жан-П'єр Жене, 2002 рік).
- Номінований на премію американських кінематографістів за видатні досягнення у кінематографі у театральних релізах (Бруно Дельбоннель, 2002 рік).
- Номінований на премію асоціації аргентинських кінокритиків за найкращий іноземний фільм (Жан-П'єр Жене, Франція, 2003 рік).
- Номінований на премію австралійського інституту кінематографії за найкращий іноземний фільм (Клоді Оссар, 2002 рік).
- Номінований на премію британської академії телебачення і кіномистецтва за найкращу музику до фільму (Ян Тірсен, 2002 рік).
- Номінований на премію британської академії телебачення і кіномистецтва за найкращу операторську роботу (Бруно Дельбоннель, 2002 рік).
- Номінований на премію британської академії телебачення і кіномистецтва за найкращий монтаж (Бруно Дельбоннель, 2002 рік).
- Номінований на премію британської академії телебачення і кіномистецтва за найкращий фільм (Клоді Оссар, 2002 рік).
- Номінований на премію британської академії телебачення і кіномистецтва за найкращий іноземний фільм (Клоді Оссар і Жан-П'єр Жене, 2002 рік).
- Номінований на премію британської академії телебачення і кіномистецтва за найкращу жіночу головну роль (Одрі Тоту, 2002 рік).
- Номінований на премію Девіда Ліна британської академії телебачення і кіномистецтва (Жан-П'єр Жене, 2002 рік).

## Саундтрек
Саундтрек до фільму випустили 2001 року на лейблі Virgin Records. Французький композитор-мультиінструменталіст Ян Тірсен написав 22 з 24 композицій альбому. Amélie очолив французький чарт, а також посів друге місце в чарті Billboard Top World Music Albums.